# Синджеру
Синджеру (рум. Sângeru) — село у повіті Прахова в Румунії. Адміністративний центр комуни Синджеру.
Село розташоване на відстані 79 км на північ від Бухареста, 32 км на північний схід від Плоєшті, 136 км на захід від Галаца, 81 км на південний схід від Брашова.

## Населення
За даними перепису населення 2002 року у селі проживали 2294 особи.
Національний склад населення села:
| Національність | Кількість осіб | Відсоток |
| -------------- | -------------- | -------- |
| румуни         | 1511           | 65,9%    |
| цигани         | 783            | 34,1%    |

Рідною мовою назвали:
| Мова      | Кількість осіб | Відсоток |
| --------- | -------------- | -------- |
| румунська | 1579           | 68,8%    |
| циганська | 715            | 31,2%    |